# Trapist (sir)
Trapist je vrsta poltrdega sira, ki so ga tradicionalno izdelovali menihi trapisti.

## Značilnosti
Trapist je po vsebnosti maščobe lahko polnomasten ali polmasten sir. Sir izdelujejo v obliki hlebčkov, premera 16 do 18 cm in višine 5 do 8 cm, težkih od 1 do 1,5 kg. Sir ima fino gibko testo. Na površini ni mazav, skorja je gladka, tanka in zlatorumena, lahko s prisušeno rdečo mažo. V testu skoraj ni očesc, če pa so, so v velikosti leče, s premerom 2 do 3 mm. Testo je primerno za rezanje, gibko, plastično, masleno rumene barve, prerez pa gladek in sijoč.  Sir ima mil, slasten, rahlo kiselkast okus in vonj.
Trapist ima lahko v maščobni snovi vsebnost absolutne vode okoli 48 odstotkov, od 55 do 58 odstotkov vode v nemaščobni snovi, ter 1,6 do 2,5 odstotkov soli. Čas zorenja je 5 do 12 tednov.

## Zgodovina
Trapist izvira iz Francije (trapistovski samostan Port de Salut), od koder so ga v srednjo Evropo prinesli redovniki trapisti.
Izdelovane sira se je širilo v posamezne redovne podružnice, pri nas so sir izdelovali trapisti v Rajhenburgu, danes Brestanici.

## Proizvodnja
Tehnologija za izdelavo trapista je izpeljana iz tehnologije za sir Port du Salut, vendar javnosti originalni recept ni znan. Trapist izdelujejo v več različicah, ki se razlikujejo po teksturi testa, (poltrdi ali trdi sir za rezanje), po obliki in razporeditvi očes (okrogla očesca ali redke razpoke, redko posejana očesa), skorja je lahko suha ali ima zasušeno rdečo mažo, lahko je tudi parafinirana. Danes sir trapist, po tradicionalnem receptu, proizvajajo v samostanih reda v Franciji in Belgiji, ponekod v ZDA, v Banja Luki ter Mljekari Livno v BIH.